# Catedral de St Edmundsbury
A Catedral de St Edmundsbury (oficialmente denominada de Igreja Catedral de St James e St Edmund)  é a catedral da Diocese da Igreja da Inglaterra de St Edmundsbury e Ipswich. localiza-se em Bury St Edmunds em Suffolk. Original do século XI, foi reformada nos séculos XII e XVI como igreja paroquial e transformou-se catedral em 1914; foi significativamente ampliada nas últimas décadas.